# 빈호아 학살

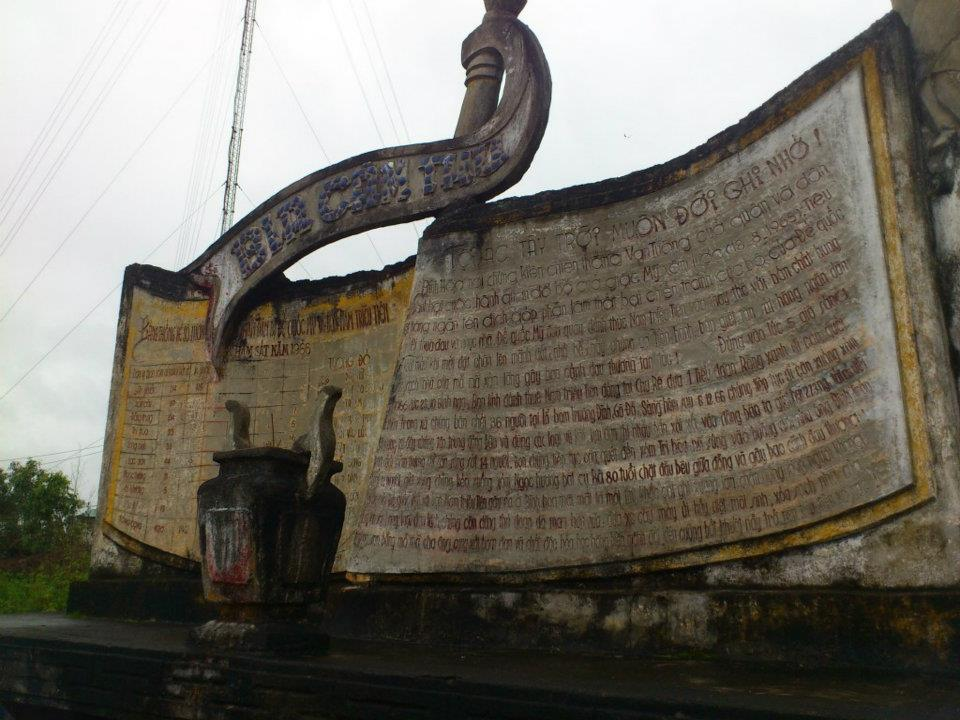
빈호아 학살 한국군 증오비.
“하늘까지 닿을 죄악, 만 대를 기억하리라!”

빈호아 학살(베트남어: thảm sát Bình Hoà)은 일부 진영에서 베트남 전쟁 기간이던 1966년 12월 3일부터 6일까지 대한민국 해병대인 청룡부대가 430명의 마을 주민을 학살하였다고 추정하는 사건이다.
남베트남 꽝응아이성 빈선현 빈호아에서 일어난 이 학살의 희생자는 대부분 여성과 노인, 어린이였으며, 21명의 임산부도 있었다고 추정된다.
해병대가 마을 전체를 불태우고, 수백 마리의 가축들과 함께 사람들을 학살하였다고 한다. 학살에서 살아남은 사람들은 한국군과 미군에 대항하기 위해 베트콩에 가입했다고 말한다.

## 배경
대한민국 해병대의 청룡 부대는 1965년 10월에 캄란만에 주둔하다가 1966년 8월 꽝남성 쭈라이로 이동하였고, 1967년 12월부터는 호이안에 주둔하였다. 청룡부대가 관할한 꽝남성, 다낭, 꽝응아이성 등은 베트남 전쟁 이전 베트남의 남북을 분단하였던 북위 17도선과 인접한 베트남 중남부 지역으로 치열한 전투가 많았던 곳이다.
빈호아가 속한 꽝응아이성 일대 역시 청룡 부대의 주둔지이지만, 남베트남군의 주관할지이다. 당시 청룡부대는 연합군의 최대 보급기지인 다낭 비행장과 남베트남군 1군의 배후에 있는 북베트남군을 제거하는 추라이 전역(戰域) 작전을 수행하고 있었다. 일부에서 한국군은 작전 지역 안에서 수많은 민간인 살해와 가옥 파괴, 성폭력과 같은 범죄를 저질렀다고 말한다. 대한민국은 베트남 전쟁 기간 동안 일어난 한국의 전쟁 범죄에 대해 공식적인 인정을 하지 않고 있지만, 1998년 김대중 전 대통령은 베트남 방문 당시 “양국 간의 불행했던 과거에 대해 유감으로 생각한다.”라고 발언하였다.

## 학살설측 주장
학살이 존재하였다고 주장하는 측에서의 대략적인 전개는 다음이다.
1966년 12월 5일 새벽 5시, 출라이 지역에 주둔하고 있던 해병대 청룡여단 1개 대대가 빈호아로 행군했다. 그들은 36명을 쯩빈 폭탄구덩이에 넣고 쏘아 죽였다. 다음날인 12월 6일, 계속해서 꺼우안푹 마을로 밀고 들어가 273명의 양민을 모아놓고 각종 무기로 학살했다. 모두가 참혹한 모습으로 죽었고 겨우 14명만이 살아남았다고 한다.
1999년 한겨레21의 구수정 통신원과 인터뷰를 한 마을 부주석은 다음과 같이 증언하였다.
“1966년 12월3일(음력 10.22) 빈호아 사, 롱빈마을의 쩌우레 언덕에 주둔하고 있던 청룡부대 1개 대대가 이곳 9개 마을에서 소탕작전을 펼치면서 학살이 일어났습니다. 3일에서 6일까지 모두 430명이 집단학살을 당했지요. 응옥흥마을에서는 80살 노인인 후인의 목을 잘라서 논에 걸어놓기도 했어요. 희생자들 중에는 임산부도 7명이 있었고, 2명의 여성이 강간당하기도 했지요. 또 2명이 산 채로 불구덩이에 던져졌고, 1명은 배가 갈라져 창자가 꺼내어졌다."

## 증오비와 위령비
대한민국 해병대가 민간인 36명을 몰아 넣고 학살하였다고 하는 쭈옹딘 폭탄 구덩이 옆에는 한국군 증오비가 세워졌다. 증오비에는 “하늘까지 닿을 죄악, 만대가 기억하리라”는 문구가 새겨져 있다. 한편 영국과 일본에서는 빈호아 학살에 희생당한 주민들을 위로하는 위령비를 세웠다. 1994년 베트남에 있는 미라이 박물관에서 한국군의 민간인 학살 자료를 본 한 영국인이 모금 운동을 벌여 위령비를 건립했고, 1995년 일본의 피스보트(Peace Boat)가 이 지역을 방문해 한국군의 민간인 학살을 조사하고 초등학교를 지어주었다.

## 꽝응아이 성 지역의 피해
베트남 전쟁 기간 동안 빈호아 사를 포함하여 꽝응아이 성에서 한국군에 의해 살해된 것으로 추정되는 민간인의 수는 다음과 같다.
| 현      | 사              | 추정 발생 일자                    | 사망자 | 비고   |
| ------- | --------------- | --------------------------------- | ------ | ------ |
| 빈선 현 | 빈득 사         | 1966년 10월 9일 - 1967년 3월 26일 | 151    |        |
| 빈선 현 | 빈호아 사       | 1966년 12월 3일 - 12월 6일        | 430    | 증오비 |
| 빈선 현 | 빈안 사         | 1967년 초                         | 65     |        |
| 빈선 현 | 빈꾸옌 사       | 1967년 초                         | 30     |        |
| 빈선 현 | 빈호앙 사       | 1967년 초                         | 30     |        |
| 선띤 현 | 컨럼 촌         | 1966년 8월 14일                   | 82     |        |
| 선띤 현 | 푹빈 촌         | 1966년 10월 9일                   | 68     |        |
| 선띤 현 | 빈박 촌         | 1966년 10월 - 11월                | 300    |        |
| 선띤 현 | 지엔니엔 촌     | 1966년 11월 13일                  | 112    |        |
| 선띤 현 | 빈록촌          | 1966년 11월 13일                  | 40     |        |
| 선띤 현 | 하따이 촌       | 1966년 11월 26일                  | 20     |        |
| 선띤 현 | 선쩌우, 선록 사 | 1966년 12월                       | 200    |        |
| 선띤 현 | 안빈, 동년 촌   | 1966년 말                         | 46     |        |
| 선띤 현 | 민쯩 촌         | 1966년 말                         | 30     |        |
| 선띤 현 | 안띤, 칸반 촌   | 1967년 8월 - 9월                  | 30     |        |
| 선띤 현 | 킁록 촌         | 1969년 9월 30일                   | 40     |        |
| 선띤 현 | 선낌 사         | ?                                 | 100    |        |

## 시민평화법정
2018년 4월 22일 - 23일 민주사회를 위한 변호사 모임과 한베평화재단을 비롯한 대한민국의 여러 시민사회 단체들은 베트남전쟁 시기 한국군에 의한 민간인 학살 진상규명을 위한 시민평화법정을 개최하였다. 이 시민평화법정은 퐁니·퐁넛 마을 학살 사건의 생존자인 응우옌 티 탄과 하미 마을 학살 사건의 생존자 응우옌 티탄(동명이인)이 원고로 나서 대한민국 정부를 피고로 하여 손해배상을 청구하였으며, 시민평화법정의 재판부는 이들의 주장을 받아들여 국가배상법에 따른 배상을 판결하고 대한민국 정부에 진상조사를 권고하였다. 시민평화법정은 모의법정으로 법적 구속력이 없으나 베트남 전쟁시기 학살을 보편적 인권의 문제로서 천명하였다는 의의가 있다. 시민평화법정 측은 공소 시효를 없애는 특별법이 필요하다고 주장하였다. 또한, 민변은 1968년 당시 퐁니 퐁넛 마을 사건을 조사하였던 중앙정보부의 자료 공개를 청구하는 소송을 진행 중이다. 국정원은 "외교적 불이익"을 근거로 정보를 공개하지 않다가 법원의 공개 명령을 받자 "개인정보"를 이유로 다시 정보 공개를 거부하였다.

## 같이 보기
- 미라이 학살
- 퐁니·퐁넛 마을 학살 사건
- 하미 마을 학살 사건

## 관련 서적
- Oliver, Kendrick (2006). 《The My Lai Massacre in American History and Memory》. Manchester University Press. ISBN 978-0-7190-6891-1.